# Heinrich-Gleißner-Preis
Der Heinrich-Gleißner-Preis ist ein oberösterreichischer Kulturpreis, der nach Heinrich Gleißner benannt ist.

## Preis
Mit dem Hauptpreis wird das bisherige Schaffen und Lebenswerk eines Künstlers in verschiedenen Sparte (Musik, Literatur, Architektur, Malerei …) ausgezeichnet. Der seit 1985 vergebene Preis ist mit 5000 Euro dotiert. Außerdem wird ein Förderpreis vergeben, der mit 2000 Euro dotiert ist.

## Preisträger

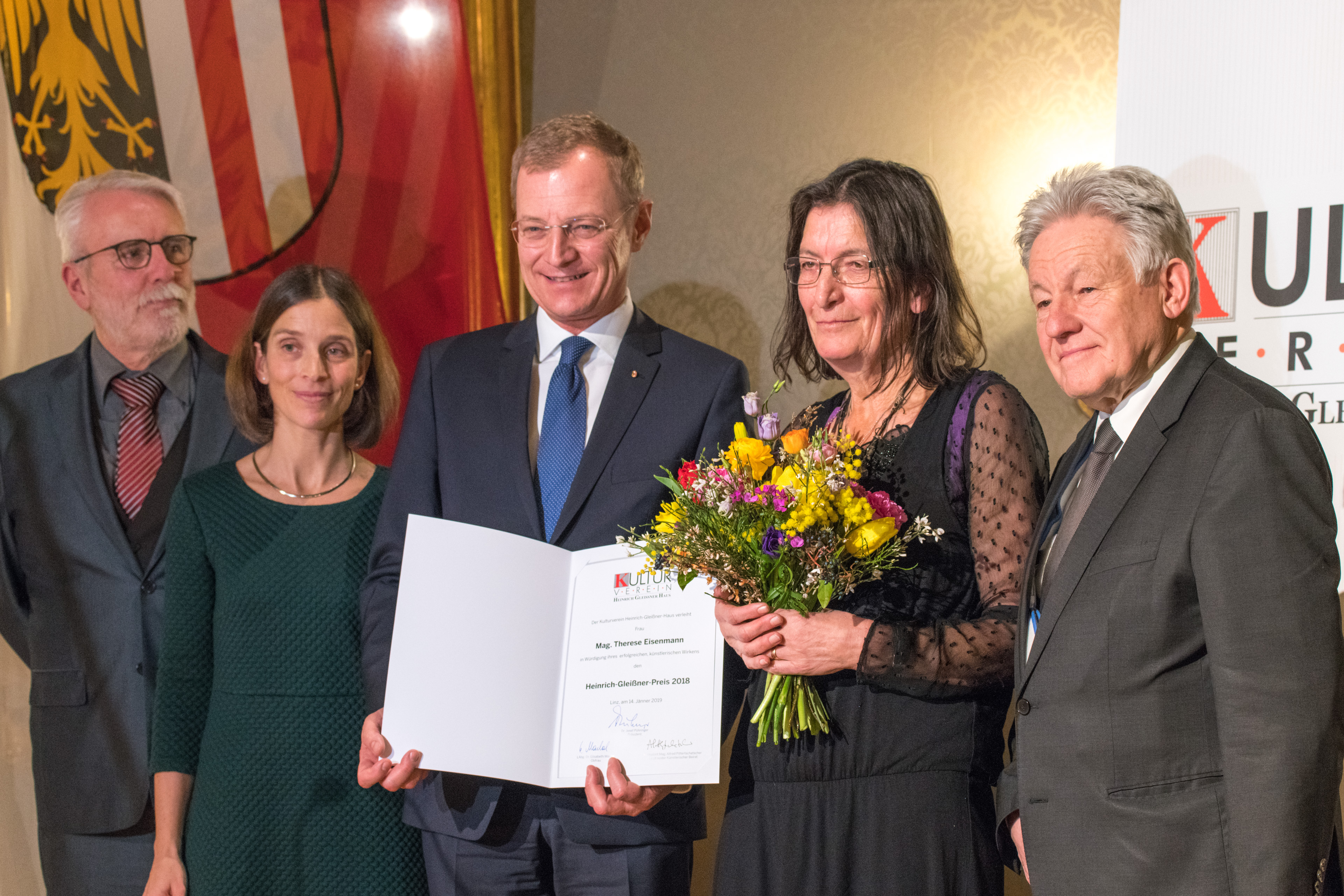
Verleihung des Heinrich-Gleißner-Preises 2018 an Therese Eisenmann

| Jahr | Hauptpreis                        | Förderpreis                                           |
| ---- | --------------------------------- | ----------------------------------------------------- |
| 1985 | Karl Rössing                      |                                                       |
| 1986 | Helmut Eder                       |                                                       |
| 1987 | Gertrud Fussenegger               |                                                       |
| 1988 | Rudolf Hoflehner                  |                                                       |
| 1989 | Thomas Doss                       |                                                       |
| 1990 | Fritz Riedl                       |                                                       |
| 1991 | Franz Rieger                      |                                                       |
| 1992 | Rudolf Kolbitsch                  |                                                       |
| 1993 | Balduin Sulzer                    |                                                       |
| 1994 | Alois Brandstetter                |                                                       |
| 1995 | Peter Kubovsky                    |                                                       |
| 1996 | Architekt Roland Ertl             |                                                       |
| 1997 | Fridolin Dallinger                |                                                       |
| 1998 | Erwin Reiter                      |                                                       |
| 1999 | Käthe Recheis                     |                                                       |
| 2000 | Fritz Fröhlich                    |                                                       |
| 2001 | Günter Rombold                    |                                                       |
| 2002 | Augustinus Franz Kropfreiter      |                                                       |
| 2003 | Friedrich Zauner                  |                                                       |
| 2004 | Franz Riepl                       |                                                       |
| 2005 | Marga Persson                     |                                                       |
| 2006 | Heinrich Gattermeyer              |                                                       |
| 2007 | Anna Mitgutsch                    |                                                       |
| 2008 | Friedrich Achleitner              |                                                       |
| 2009 | Margit Palme                      |                                                       |
| 2010 | Franz Josef Altenburg             |                                                       |
| 2011 | Hans Puchhammer                   |                                                       |
| 2012 | Ernst Ludwig Leitner              |                                                       |
| 2013 | Andreas Gruber                    | Felicitas Sonvilla                                    |
| 2014 | Maria Moser                       | Linus Riepler                                         |
| 2015 | Margit Schreiner                  | Matthias Rettenbacher                                 |
| 2016 | Michi Gaigg                       | Nina Pohn                                             |
| 2017 | Maximilian Luger und Franz Maul   | Sandra Gnigler und Gunar Wilhelm von mia2 Architektur |
| 2018 | Therese Eisenmann                 | Anna Maria Brandstätter                               |
| 2019 | Hans Eichhorn                     | David Bröderbauer                                     |
| 2020 | Inge Dick und Edgar Honetschläger | Sybille Bauer und Gerlinde Miesenböck                 |